# HSG Ahlen-Hamm
HSG Ahlen-Hamm – niemiecki klub piłki ręcznej mężczyzn z siedzibą w Hamm. Klub został utworzony  z ASV Hamm 04/69 Handball i Ahlener SG. Obecnie występuje w Bundeslidze.